# جاي باتريك روني
جاي باتريك روني (بالإنجليزية: J. Patrick Rooney)‏ هو شخصية أعمال أمريكي، ولد في 13 ديسمبر 1927، وتوفي في 15 سبتمبر 2008 في إنديانابوليس في الولايات المتحدة.

## وصلات خارجية
- جاي باتريك روني على موقع إن إن دي بي (الإنجليزية)